# ピケット郡 (テネシー州)
ピケット郡（英: Pickett County）は、アメリカ合衆国テネシー州の北部に位置する郡である。2010年国勢調査での人口は5,077人であり、2000年の4,945人から2.7%増加した。テネシー州では人口最少の郡である。郡庁所在地は唯一の法人化自治体であるバーズタウン町（人口803人）である。
バーズタウンと11マイル (18 km) 北北東にあるケンタッキー州のオルバニーはアメリカ陸軍工兵司令部が作った2つの湖の間にある。すなわちテネシー州側のデールホロー湖とケンタッキー州側のカンバーランド湖である。この地域は「ツインレイクス」と呼ばれ、バーズタウンは「デールホロー湖への入り口」とされている。毎年多くの湖岸のリゾートに数多い休暇を楽しむ人々が訪れている。

## 地理
アメリカ合衆国国勢調査局に拠れば、郡域全面積は175平方マイル (450 km2)であり、このうち陸地163平方マイル (420 km2)、水域は12平方マイル (31 km2)で水域率は6.68%である。

### 隣接する郡

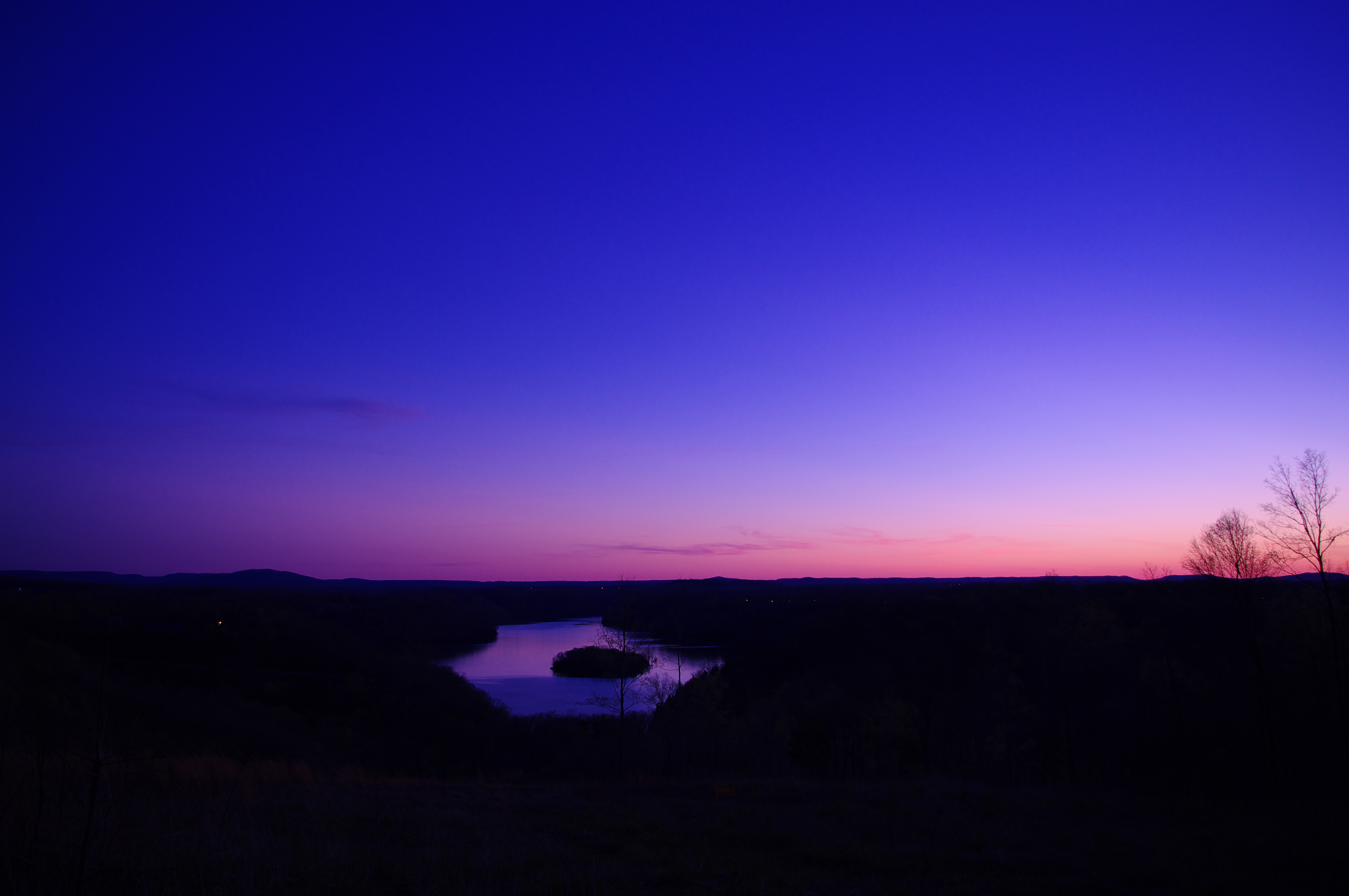
デールホロー湖

- ウェイン郡 (ケンタッキー州) - 北東
- スコット郡 - 東
- フェントレス郡 - 南東
- オーバートン郡 - 南西
- クレイ郡 - 西
- クリントン郡 (ケンタッキー州) - 北

### 国立保護地域
- ビッグサウスフォーク国立河川レクリエーション地域(小部分）

## 人口動態

人口ピラミッド

以下は2000年の国勢調査による人口統計データである。
| 基礎データ - 人口: 4,945人 - 世帯数: 2,091 世帯 - 家族数: 1,461 家族 - 人口密度: 12人/km2（30人/mi2） - 住居数: 2,956軒 - 住居密度: 7軒/km2（18軒/mi2） 人種別人口構成 - 白人: 99.15% - アフリカン・アメリカン: 0.10% - ネイティブ・アメリカン: 0.16% - アジア人: 0.04% - その他の人種: 0.10% - 混血: 0.44% - ヒスパニック・ラテン系: 0.83% | 年齢別人口構成 - 18歳未満: 21.4% - 18-24歳: 8.6% - 25-44歳: 24.7% - 45-64歳: 27.7% - 65歳以上: 17.8% - 年齢の中央値: 42歳 - 性比（女性100人あたり男性の人口） - 総人口: 96.8 - 18歳以上: 94.2 世帯と家族（対世帯数） - 18歳未満の子供がいる: 27.4% - 結婚・同居している夫婦: 58.3% - 未婚・離婚・死別女性が世帯主: 7.8% - 非家族世帯: 30.1% - 単身世帯: 27.2% - 65歳以上の老人1人暮らし: 12.9% - 平均構成人数 - 世帯: 2.33人 - 家族: 2.83人 | 収入と家計 - 収入の中央値 - 世帯: 24,673米ドル - 家族: 31,355米ドル - 性別 - 男性: 22,367米ドル - 女性: 17,173米ドル - 人口1人あたり収入: 14,681米ドル - 貧困線以下 - 対人口: 15.6% - 対家族数: 12.0% - 18歳未満: 19.4% - 65歳以上: 20.0% |

## 都市と町

### 町
- バーズタウン - 郡庁所在地

### 未編入の町
- ラブレディ
- ミッドウェイ
- ムーディビル

## 教育
- ピケット郡高校
- ピケット郡 K-8 - 小学校と中学校